# Phymatodes testaceus
Phymatodes testaceus là một loài bọ cánh cứng trong họ Cerambycidae.

## Hình ảnh

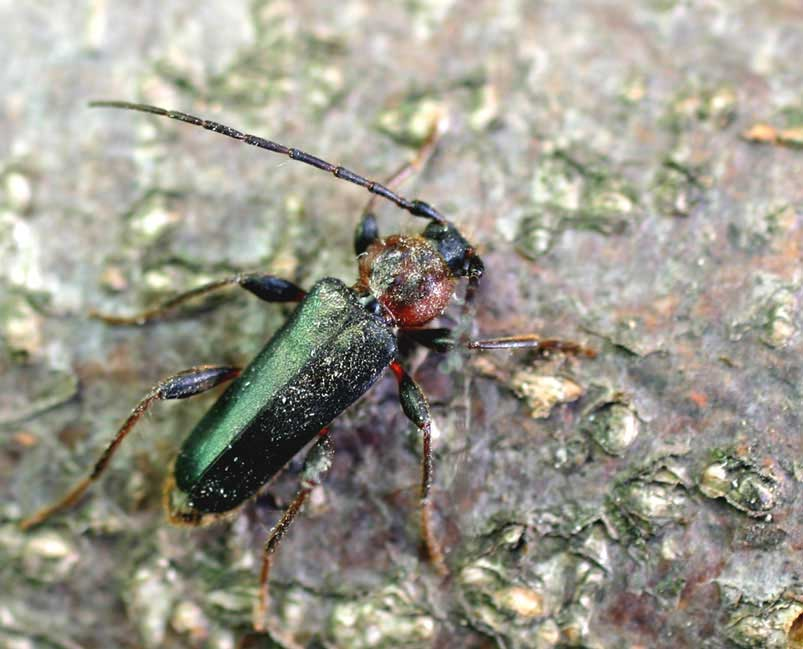
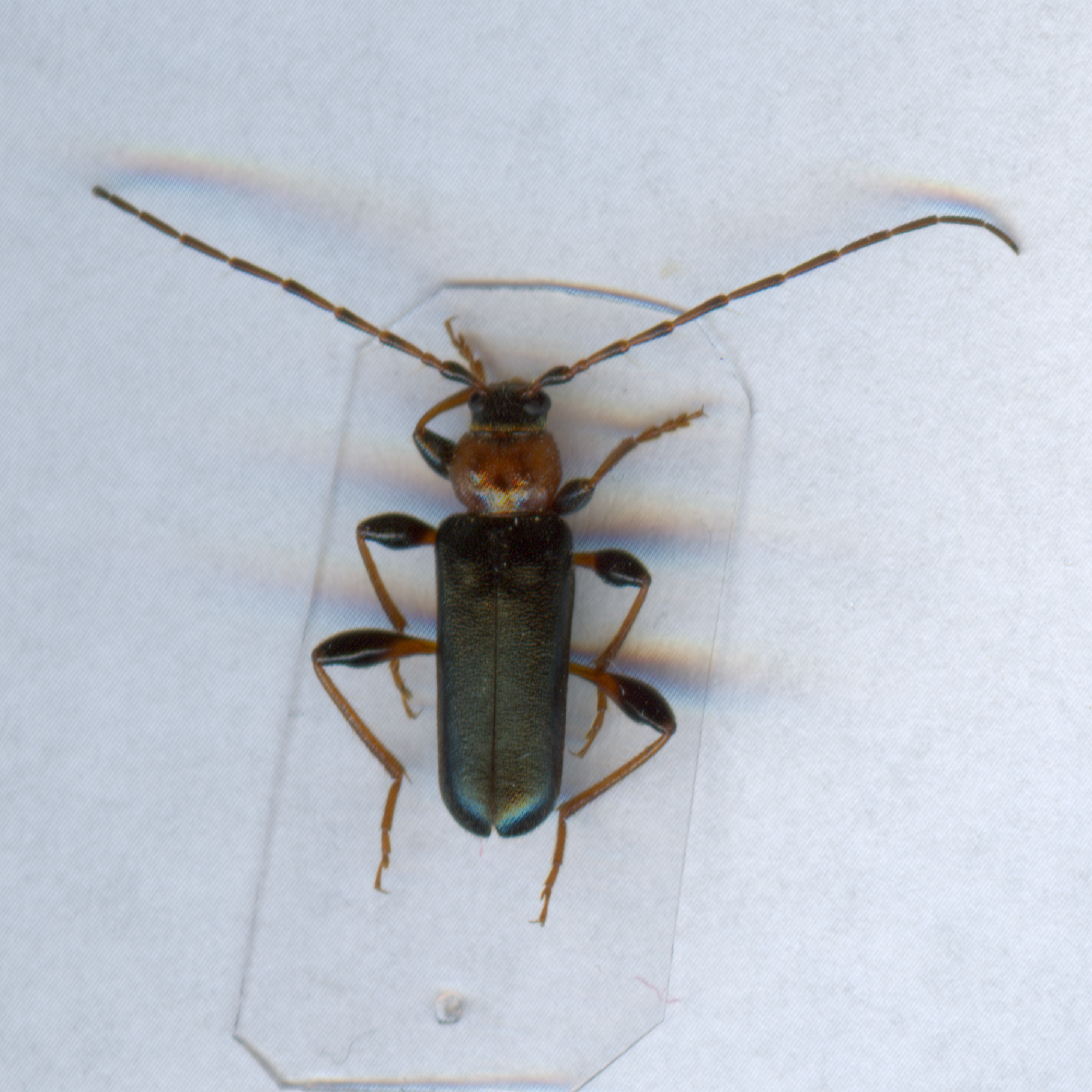
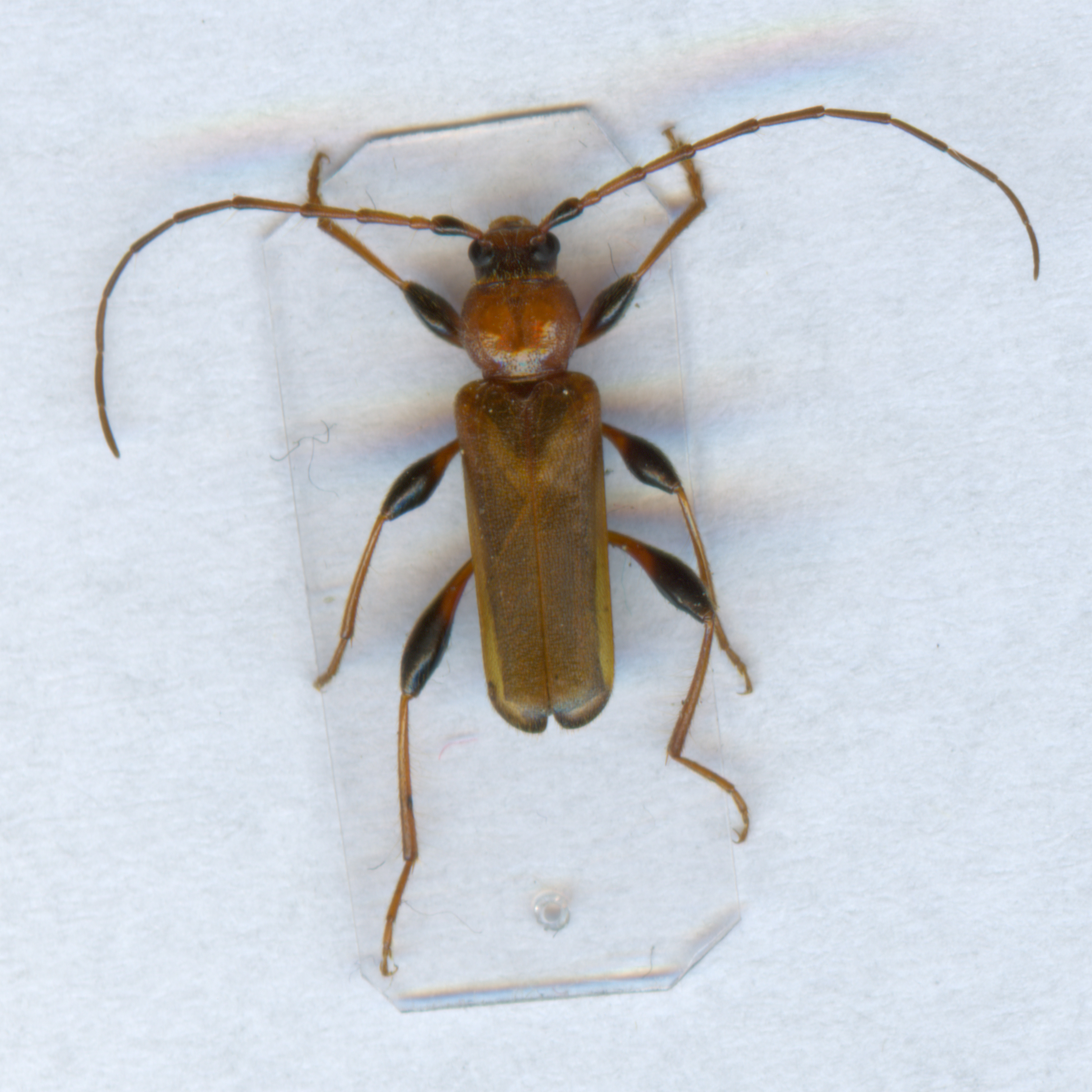
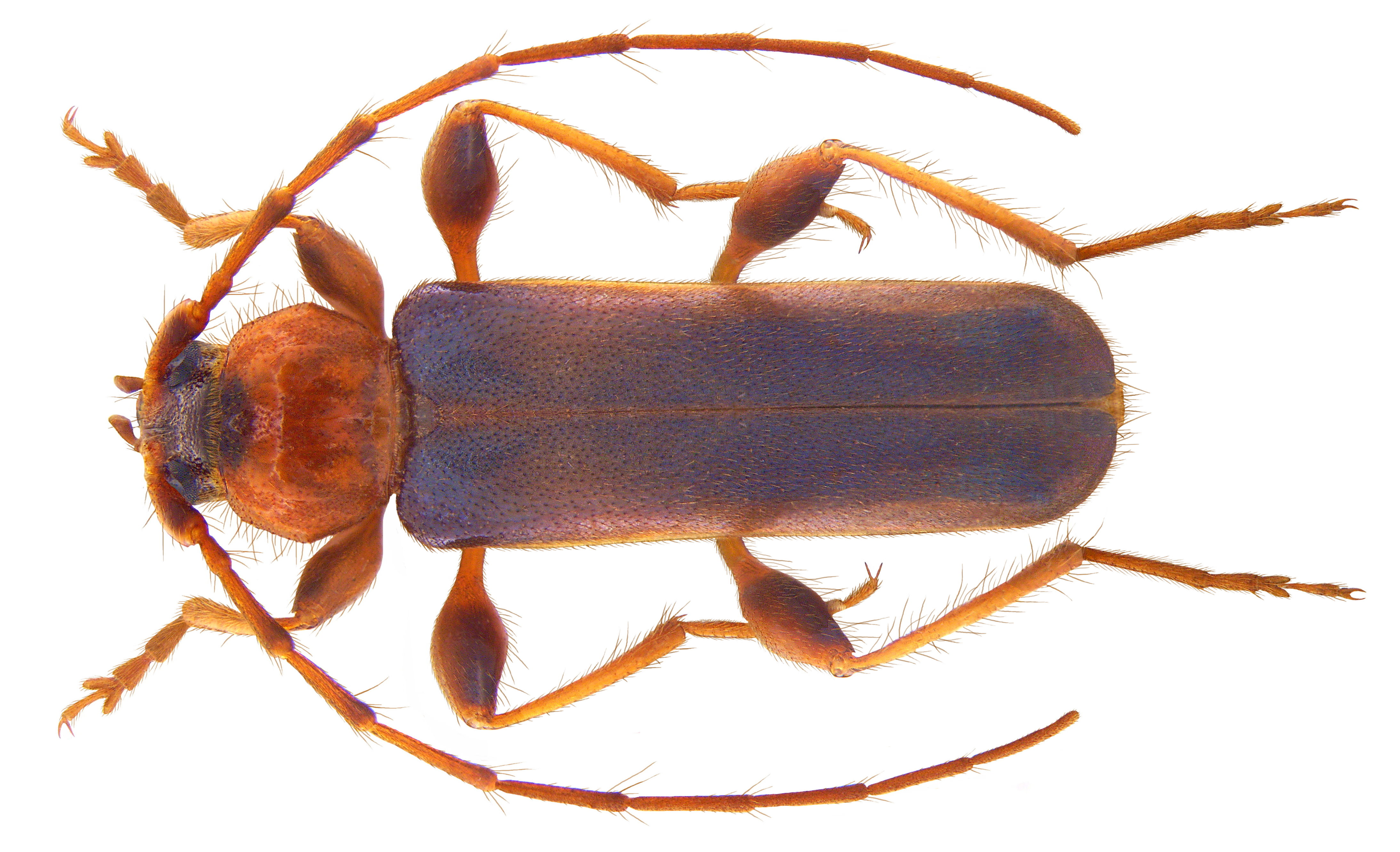